# Eurhopalothrix australis
Eurhopalothrix australis é uma espécie de formiga do gênero Eurhopalothrix, pertencente à subfamília Myrmicinae.